# Spoorlijn Groß Gleidingen - Wolfenbüttel
De spoorlijn Groß Gleidingen - Wolfenbüttel is een Duitse spoorlijn in Nedersaksen en is als spoorlijn 1921 onder beheer van DB Netze.

## Geschiedenis
Het traject werd door de Deutsche Reichsbahn geopend op 3 juli 1944. Op het gedeelte tussen Beddingen en Wolfenbüttel werd in 1959 personenvervoer opgeheven en in 1985 werd dat gedeelte volledig stilgelegd.

## Treindiensten
Alleen het noordelijke gedeelte tussen Groß Gleidingen en Beddingen wordt door goederentreinen bereden.

## Aansluitingen
In de volgende plaatsen is of was er een aansluiting op de volgende spoorlijnen:
Groß Gleidingen Ostkopf
DB 1730, spoorlijn tussen Hannover en Braunschweig
DB 1910, spoorlijn tussen Groß Gleidingen en Braunschweig
Beddingen
DB 1922, spoorlijn tussen Groß Gleidingen en Beddingen
DB 9190, spoorlijn tussen Beddingen en Salzgitter Bad
aansluiting Hoheweg
DB 1925, spoorlijn tussen de aansluiting Hoheweg en Salzgitter-Drütte
Fummelse
DB 1928, spoorlijn tussen Fummelse en Salzgitter-Drütte
Wolfenbüttel
DB 1901, spoorlijn tussen Braunschweig en Bad Harzburg
DB 1927, spoorlijn tussen Hoheweg en Wolfenbüttel
DB 1942, spoorlijn tussen Wolfenbüttel en Oschersleben

## Elektrificatie
Het traject tussen Groß Gleidingen en Beddingen werd geëlektrificeerd met een wisselspanning van 15.000 volt 16⅔ Hz.